# 栖霞山站
栖霞山站是一个京沪线上的铁路车站，位于江苏省南京市栖霞区栖霞镇，建于1956年，曾为四等站，2009年撤销，邮政编码为210033。目前不办理客运营业；货运：办理整车货物发到；不办理危险货物发到。